# 太宰まり
太宰 まり（だざい まり）は、日本のオルガニスト。神戸女学院大学音楽学部講師、関西学院大学チャペルオルガニスト、日本基督教団仁川教会オルガニスト、宝塚ベガ・ホールオルガニスト、日本オルガニスト協会会員。

## 人物
神戸女学院大学音楽学部オルガン専攻卒業。ドイツ・ウエストファーレン州教会音楽大学に留学しドイツ政府教会音楽家国家資格A級（オルガン）を最優秀の成績で取得。F.ボーン教授、A.シェーンシュテット教授に師事。
ドイツ、オーストリア、イタリアなどヨーロッパ各地、ならびに国内でも京都、大阪、神戸などを中心にリサイタルなどのソロ活動のほか、数多くのオーケストラ、合唱団との共演など幅広い活動を行っている。

## 著書

### 翻訳
- ロルフ･シュヴァイツァー著 『オルガン教則本』 （2001年 パックスアーレン社）

| スタブアイコン | サブスタブ | この項目は、まだ閲覧者の調べものの参照としては役立たない、音楽関係者（バンド等）に関連した書きかけの項目です。この項目を加筆・訂正などしてくださる協力者を求めています（P:音楽/PJ:芸能人）。 |